# Михайло-Шерепа-Лапицький
Михайло Шерепа-Лапицький (Szerepa-Łapicki Michal), війт міста Слуцьк, обраного сеймом міста Полоцька ротмістром Полоцького воєводства 1711 року, 8 лютого «для обуздания самовольной толпы на границе Российской делающей на разные имения нападения». Войт (пол.: Wojt) - по Магдебурзькому праву службова особа, яка очолювала магістрат, виконувала функції міської адміністрації, управління міською власністю і судді.